# Елізабет Бейнбрідж
Елізабет Бейнбрідж (28 березня 1930 — 8 грудня 2024) — англійська та британська оперна співачка. Її співоча кар'єра тривала кілька десятиліть. Більшості своїх успіхів вона досягла, будучи членом трупи Королівського оперного театру Ковент-Гарден, Лондон . Бейнбрідж була мецо-сопрано і контральто .

## Раннє життя
Бейнбрідж народилася 28 березня 1930 року в Раутенстоллі, Ланкашир на півночі Англії . Вона залишила школу у віці 14 років і працювала на ткацьких фабриках у Ланкаширі протягом останнього року Другої світової війни, перш ніж навчатися в Guildhall School of Music у Лондоні. 

## Кар'єра
Бейнбрідж дебютувала на професійному рівні як третя леді в «Die Zauberflöte» в Глайндборні в Східному Суссексі в 1963 році.  Наступного року відбувся її дебют у Королівському оперному театрі в «Валькірії » Вагнера. Вона приєдналася до трупи в 1965 році і з'являлася в Ковент-Гардені понад тисячу разів: серед її ролей були Амнеріс, Арвідсон, Тетянка (у Пітері Граймсі ), Берта, Емілія, Ерда, Бабуся Буря, Мама Люсія, Господиня Квілі та Сузукі.  Вона співала на концертах у Барбікан-Холі, Королівському Фестиваль-Холі та Королівському Альберт-Холі, двічі зігравши головну роль в Last Night of the Proms з Коліном Девісом .
Вона супроводжувала компанію Ковент-Гарден під час її візитів до Ла Скала в 1976 році та до Японії та Південної Кореї в 1979 році.  Її міжнародна кар’єра також привела її на Олімпійський фестиваль мистецтв у Лос-Анджелесі в 1984 році та на Афінський фестиваль у 1985 році, а також у Буенос-Айресі та Чикаго.  У 1990-х роках. вона співала в Єнуфі в Тель-Авіві та в Сусанні в Нанті. 
Вона брала участь у кількох альбомах, включаючи записи «Дідони та Енея», «Євгенія Онєгіна», «Зґвалтування Лукреції», «Пітера Граймса» та «Закоханого сера Джона» .  У 1966 році вона з'явилася в першому записі опери Бернарда Германа "Грозовий перевал" під диригуванням композитора.
В Україні співала у Львові, Одесі та Києві у 1990-х роках.

## Особисте життя і смерть
Її син, Ґодфрі Бейнбрідж, народився в 1954 році. У неї двоє онуків, Крістофер Бейнбрідж і Джуліан Бейнбрідж. Вона вийшла заміж за жителя Ямайки Філлона Кастелла Морріса (нар. 1946 - пом. 1988) у 1970-х роках. Бейнбрідж померла у Іст-Віттерінгу, Західний Сассекс, 8 грудня 2024 року у віці 94 років. 

## Дискографія
- Ральф Воган Вільямс: П'ять портретів Тюдорів, режисер Девід Віллкокс, Ангел, 1969
- Генрі Перселл: Дідона та Еней, диригент Колін Девіс, Philips, 1970
- Жюль Массне: Cendrillon, диригент Юліус Рудель, Колумбія, 1979
- Вільям Волтон: Троїл і Крессида, диригент Лоуренс Фостер, EMI, 1995 [5]

## Фільмографія
- Дідона та Еней (як друга відьма), 1965
- Пітер Граймс (як тітонька), 1969
- Йомен гвардії (у ролі Дам Каррузерс), 1975
- Пітер Граймс (як тітонька), 1981
- Йомен гвардії (в ролі Дами Каррузерс), 1982 [6]
- Трубадур (як Азусена), 1983